# Cyclatemnus globosus parvus
Cyclatemnus globosus parvus es una subespecie de arácnido del orden Pseudoscorpionida de la familia Atemnidae.

## Distribución geográfica
Se encuentra en el sur de África.